# 17600 Dobřichovice
17600 Dobřichovice là một tiểu hành tinh vành đai chính với chu kỳ quỹ đạo là 1891.9625280 ngày (5.18 năm).
Nó được phát hiện ngày 18 tháng 9 năm 1995.